# Régine Teyssot
Pour les articles homonymes, voir Teyssot.
Régine Teyssot est une comédienne française. Très active dans le domaine du doublage, elle est surtout connue pour interpréter la plupart des voix féminines et masculines dans la version française de la série d'animation Les Simpson. 
Elle est également auteure de livres de cuisine et de bien-être.

## Théâtre
- 1977 : Bajazet de Jean Racine, mise en scène par Stéphan Boublil, au studio d'Ivry

## Filmographie

### Cinéma
- 1986 : Les Ripoux : la jeune mère

### Télévision
- 1972 Christine Vernet épouse Marquet-Rageac dans Les Gens de Mogador
- 1974 : Malaventure ép. « Dans l'intérêt des familles » de Joseph Drimal
- 1980 : Médecins de nuit de Peter Kassovitz, épisode : Un plat cuisiné (série télévisée)
- 1981 : Les Cinq Dernières Minutes, épisode Paris le 15 août de Guy Lessertisseur : Sarag

## Doublage

### Cinéma

#### Films
- Lesley Manville dans :
  - Maléfique (2014) : Florette
  - Maléfique : Le Pouvoir du mal (2019) : Florette
- 1984 : Amadeus : Lori, la jeune servante (Cynthia Nixon) (1er doublage)
- 1986 : La Folle Journée de Ferris Bueller : Sloane Peterson  (Mia Sara)
- 1986 : Aliens, le retour : Rebecca "Newt" Jorden (Carrie Henn)
- 1987 : La Folle Histoire de l'espace : Charlène (Denise Gallup)
- 1989 : Indiana Jones et la Dernière Croisade : Irene (Julie Eccles)
- 1989 : Les Banlieusards : Bonnie Rumsfield (Wendy Schaal)
- 1989 : Retour vers le futur 2 : la grand-mère de Biff Tannen (Thomas F. Wilson)
- 1990 : Gremlins 2 : La Nouvelle Génération : une cliente du fast-food de l'immeuble Clamp
- 1991 : JFK : Jean Hill (Ellen McElduff)
- 1991 : Terminator 2 : Le Jugement dernier : Janelle Voight (Jenette Goldstein)
- 1991 : Hook ou la Revanche du capitaine Crochet : une collègue de Peter Banning
- 1991 : Les Feebles : Sandy la poule (Stuart Devenie) (voix)
- 1992 : Basic Instinct : la réceptionniste (Juanita Jennings)
- 1993 : Philadelphia : Jill Beckett (Ann Dowd)
- 1994 : Forrest Gump : Dorothy Harris (Siobhan Fallon Hogan) / l'infirmière de l'armée (Bonnie Anne Burgress)
- 1995 : Get Shorty : Rental Car Shuttle Driver (Carlease Burke)
- 1996 : Jumanji : voix additionnelle
- 1996 : Mars Attacks! : Sue Norris (O-Lan Jones)
- 1996 : Space Jam : Nerdluck Bang (June Melby) (voix)
- 1997 : Matilda : voix additionnelle
- 1997 : Affliction : Margie Fogg (Sissy Spacek)
- 1997 : Le Pic de Dante : la maire du Pic de Dante
- 1998 : La Fiancée de Chucky : La femme de chambre du motel (Kathy Najimy)
- 1998 : Négociateur : Maggie (Siobhan Fallon Hogan)
- 2001 : Bubble Boy : Mrs. Livingston (Swoosie Kurtz)
- 2005 : Baby-Sittor : Helga (Carol Kane)
- 2007 : Benjamin Gates et le Livre des secrets : la secrétaire du président
- 2011 : Les Muppets, le retour : la présidente du groupe de gestion de la colère (Kristen Schaal)
- 2013 : Iron Man 3 : une femme interviewée à la télévision
- 2014 : Les Gardiens de la Galaxie : voix additionnelle
- 2014 : Captain America : Le Soldat de l'hiver : voix additionnelle
- 2017 : Goodbye Christopher Robin : Sharon, la sage-femme (Mossie Smith)
- 2018 : Skyscraper : voix additionnelles
- 2018 : Carnage chez les Puppets : la Puppet voyante (voix)

#### Films d'animation
- 1952 : Dingo professeur : Mike, Tim, Noémie, Lulu et Marjorie (court-métrage)
- 1985 : Taram et le Chaudron magique : une elfe
- 1987 : Les Bisounours 2 : Une nouvelle génération : Grostendre / Dawn
- 1987 : Le Big Bang : Liberty
- 1988 : Oliver et Compagnie : voix additionnelles
- 1990 : Lapin Looping : voix enfantine de Bébé Herman et une fan
- 1990 : Barbie et les Rockstars[1] : Kim / Megan
- 1991 : Akira : Takashi
- 1992 : Rock-o-rico : Mère d'Edmond
- 1993 : Batman contre le fantôme masqué : Andrea Beaumont
- 1993 : Les Vacances des Tiny Toons : Sissy Boo
- 1994 : Jungle Jack : Mère de Rita / Singe / Rat #2 / Maîtresse de Sabina
- 1994 : Les Quatre Dinosaures et le Cirque magique : divers enfants
- 1998 : Batman et Mr. Freeze : Subzero : Montoya / Summer Gleeson
- 1999 : South Park, le film : le clitoris
- 2001 : Pettson et Picpus : la poule 3 / Mme Gustavsson
- 2002 : La Planète au trésor, un nouvel univers : la créature à 2 pattes
- 2007 : Les Simpson, le film : Colin / Nelson Muntz / Dame aux chats / Edna Krapabelle / Agnès Skinner / Todd Flanders / Martin Prince / Helen Lovejoy / Cookie Kwan / Lindsey Naegle / Agent APE femme...

### Télévision

#### Téléfilms
- 2010 : Le courage d'une enfant : ? ( ? )
- 2013 : L'Héritage de Katie : Rosie (Rebecca Koon)

#### Séries télévisées
- 1994 : Angela, 15 ans : Amber Vallon (Patti D'Arbanville)
- 1996 : Le Caméléon : un sergent (Kerry Michaels) (Saison 1, épisode 6)
- 1998-2005 : Les Feux de l'amour : Alice Johnson (Tamara Clatterbuck / Nicole Gian)
- 1999-2000 : Queer as Folk : Romey Sullivan (Esther Hall)
- 2002 : Greg the Bunny : Tardy Turtle (Victor Yerrid)
- 2002 : Preuve à l'appui : Beth Pomerantz (Lily Knight) (saison 2, épisode 9)
- 2006-2008 : Sur écoute : Marcia Donnelly (Tootsie Duvall)
- 2004-2010 : Desperate Housewives : juge Sullivan (Lorna Raver) / Mme Kinsky (Mindy Sterling)

#### Séries d'animation
- 1977 : Charlotte : Marie Lemouroux
- 1981-1982[2] : Sandy Jonquille : Eva Ronwood
- 1983[3] : Dans les Alpes avec Annette : Marie Maurel et Marianne
- 1983-1984 : Creamy, merveilleuse Creamy : Yū Morizawa/Creamy (voix parlée)
- 1984 : L'Histoire du Père Noël[4] : Elisa
- 1987 : Dragon Ball : Krilin (2e voix de remplacement, épisodes 77 et 78)
- depuis 1989 : Les Simpson : la plupart des voix féminines et enfantines dont Edna Krapabelle (2e voix, depuis la saison 7), Elizabeth Hoover, Agnès Skinner, Maude Flanders, Helen Lovejoy, Manjula Nahasapeemapetilon, Constance Harm, Sarah et Ralph Wiggum, Martin Prince, Nelson Muntz, Gina Vendetti, Itchy, Turanga Leela, Amy Wong et Ndnd (épisode : Simpsorama) et voix additionnelles
- 1990-1991 : Peter Pan et les Pirates : voix diverses
- 1990-1992 : Les Tiny Toons : Sneezer
- 1991-1995 : Taz-Mania : voix diverses
- 1992-1995 : Batman : Summer Gleeson, Renée Montoya (voix principale) et Baby-Doll
- 1993-1994 : Profession : critique : Ardeth
- 1993-1998 : Animaniacs : voix additionnelles
- 1995-1996 : Gargoyles, les anges de la nuit : le professeur Duane
- 1995-1997 : Freakazoid! : Debbie Douglas
- 1996-2004 : Hé Arnold ! : Mme Slovak
- 1997 : Blake et Mortimer : Miss Webster et la princesse Ariane
- 1997-1999 : Cléo et Chico : voix additionnelles
- 1998-1999 : Toonsylvania : Fred Deadman
- 1998-2004 : Les Supers Nanas : Sédusa et voix additionnelles
- 1999 : Hercule : Brutus (épisode 63)
- 1999-2001 : Rusty le robot : Jenny le singe
- 2004-2009 : Foster, la maison des amis imaginaires : Madame Foster, Duchesse et Coco
- 2005 : Toupou : Mme Grant
- 2022 : JoJo's Bizarre Adventure : Stone Ocean : voix additionnelles
- 2023 : Edens Zero : voix additionnelles (saison 2)

### Jeux vidéo
- 2000 : Dark Project 2 : L'Âge de métal : garde
- 2000 : MediEvil II : Winston
- 2000 : American McGee's Alice : la Duchesse / la Reine de cœur
- 2001 : Jak and Daxter: The Precursor Legacy : la Dame aux oiseaux
- 2004 : Les Aventures du Petit Corbeau : Le Tricycle d'Eddie : Hibou, Blaireau
- 2010 : Alan Wake : Grant : La Policière De l'Accueil
- 2019 : Planet Zoo : Nancy Jones, la responsable des soigneurs
- 2023 : Final Fantasy XVI : ?